# Guwahati
Guwahati o Gauhati (en asamés: গুৱাহাটী, Gūvāhāṭi) del sánscrito guwa, areca o nuez betel. Es una ciudad del estado de Assam, en la India. Está ubicada en las orillas del río Brahmaputra. Al suroriente de su área metropolitana se encuentra Dispur, la capital de Assam. Tiene más de 900 000 habitantes. Fue fundada en el siglo VI.

## Geografía y clima

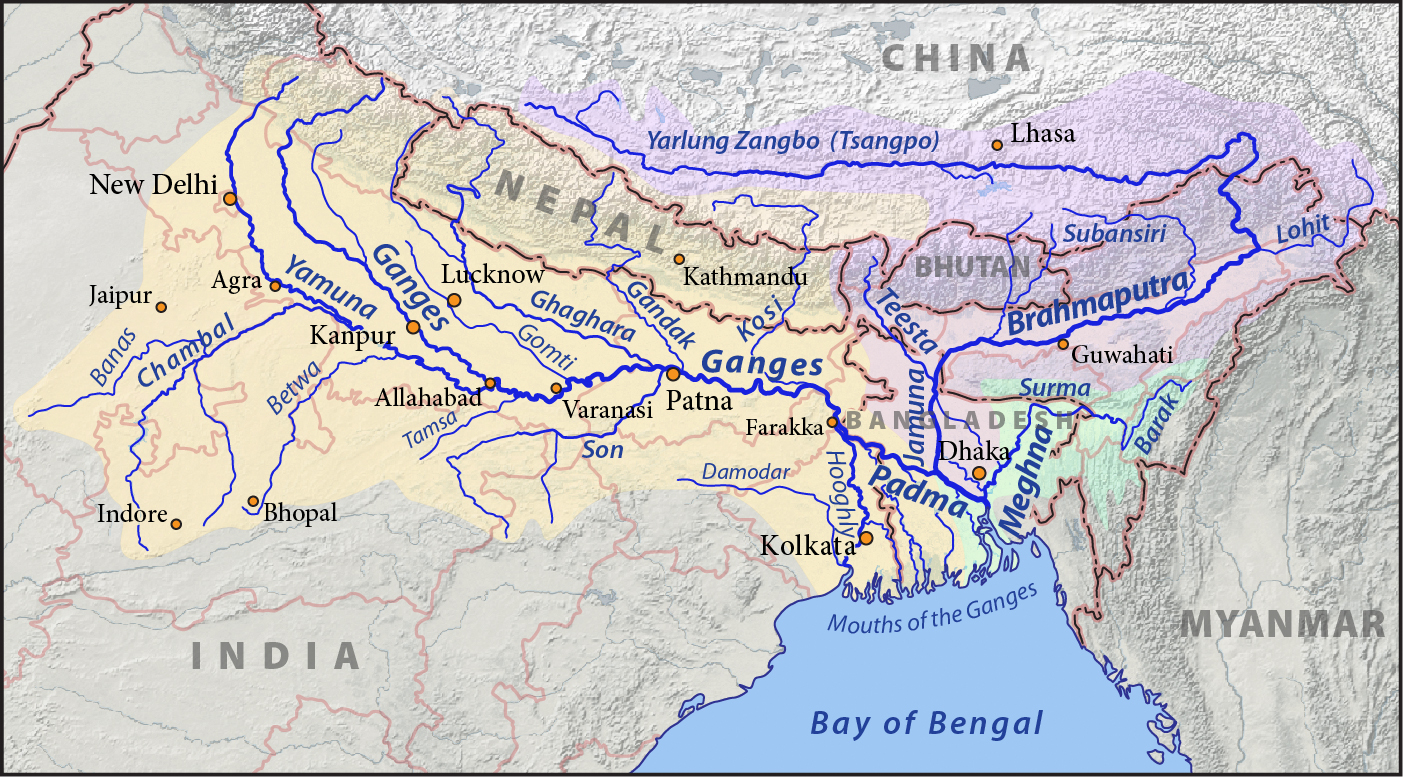
Guwahati en un mapa de los ríos Brahmaputra y Ganges

Guwahati se encuentra a la orilla sur del río Brahmaputra.
Su clima es subtropical con verano desde abril hasta finales de mayo, un monzón fuerte a partir de junio y hasta septiembre, e inviernos frescos, secos, desde finales de octubre hasta marzo. La temperatura media anual de la ciudad es de 24 °C.  Junio, julio, agosto y septiembre son los meses más calientes y la temperatura máxima registrada es 40 °C. Diciembre, enero y febrero son los más fríos y la temperatura mínima registrada es de 5 °C. La precipitación anual media es 161.3 cm con un promedio de 77 días lluviosos. Junio y julio son los meses más húmedos, cuando el nivel de la humedad permanece en 80 a 90 por ciento.

## Historia
Las Excavaciones de Ambari remontan el origen de la ciudad al siglo VI. Fue conocida como Pragjyotishpura y Durjoya en diversos períodos del tiempo. Durante el dominio de las dinastías Varman y Pala, fue la capital del reino de Kamarupa. Las descripciones de Xuanzang (Hiuen Tsang) revelan que durante el reinado de Bhaskaravarma séptimo monarca Varman, la ciudad fue ampliada 19 kilómetros y era probablemente la base principal de su fuerza naval de 30 mil buques militares, cuyos expertos oficiales navegaban por el Océano Índico hasta la China. La ciudad siguió siendo capital de Assam hasta el siglo XI, bajo la dinastía Pala. Las excavaciones en Ambari, así como las paredes del ladrillo y casas excavadas durante la construcción del auditorio del Cotton College de Guwahati, sugieren que entonces era una ciudad de gran tamaño, con importancia económica y estratégica.
Tras la caída y destrucción del reino de Kamata en el siglo XV, la ciudad perdió su gloria anterior y se convirtió en solamente un puesto de avanzada estratégico entre los reinos Koch Hajo y Ahom del occidente y oriente de Assam. La parte occidental del reino de Koch cayó después bajo el dominio del Imperio Mogol y la mitad oriental se convirtió en un protectorado de Ahom. Mientras la frontera entre ambos poderes (Ahoms y Mogoles) se mantuvo fluctuando entre el río Kartoya (ahora en Bengala del norte) y los ríos Manas y Barnadi, Guwahati se convirtió en el frente de guerra (como el puesto avanzado de mayor importancia).
La ciudad fue el asiento del Borphukan, la autoridad civil y militar designada por los reyes de Ahom, para la región más baja de Assam. La residencia del Borphukan estaba en la actual área del Bazar de Fansi y su sala del consejo, llamada Dopdar, estaba situada a 270 m al oeste de la fuente de Bharalu. El Majindar Baruah, secretario personal del Borphukan, residía en la actual casa del Comisionado Diputado (Baruah 1993:200-201). 
Los mogoles atacaron Assam 17 veces y en varias ocasiones Guwahati cayó bajo su dominio temporalmente. En la batalla de Saraighat que tuvo lugar cerca de Guwahati, en 1671, los mogoles sufrieron una severa derrota frente a las tropas de Assam, comandadas por Lachit Borphukan. 
Hay varios lugares históricos en Guwahati. El Dighali Pukhuri es un lago rectangular que fue conectado con el Brahmaputra. Era un antiguo estacionamiento para barcos, que probablemente fue utilizado por los Ahom, en la época medieval. Por otra parte, hay muchos templos, tanques, terraplenes, plazas y patios en la ciudad. El sitio arqueológico más importante es la excavación de Ambari, cerca de Digholy Pukhury.

## Economía
Las principales actividades económicas son el comercio, el transporte y los servicios. Es el centro comercial más importante del nororiente de la India. El centro de subasta de té de Guwahati, es uno de los más grandes del mundo. Como en otras ciudades, la cultura de las avenidas está invadiendo lentamente Guwahati. 
La industria es también una actividad importante, aunque no es comparable a las de las mayores ciudades industriales de la India. La planta industrial más importante de la ciudad es la refinería de petróleo de la Indian Oil Co., en Noonmati. También se destaca la industria editorial. Negocios de propiedad inmobiliaria y finanzas, se están intensificando. El turismo y la construcción, la educación, la investigación, las actividades culturales, están contribuyendo lentamente a la economía de la ciudad.

## Turismo

### Parques y jardines
- Zoo de Guwahati